# Gobernador Gordillo Airport
Gobernador Gordillo Airport (engelska: Chamical Airport) är en flygplats i Argentina. Den ligger i den centrala delen av landet, 900 km nordväst om huvudstaden Buenos Aires. Gobernador Gordillo Airport ligger 451 meter över havet.
Terrängen runt Gobernador Gordillo Airport är platt. Närmaste större samhälle är Chamical, 2,5 km sydväst om Gobernador Gordillo Airport.
Omgivningarna runt Gobernador Gordillo Airport är i huvudsak ett öppet busklandskap. Runt Gobernador Gordillo Airport är det mycket glesbefolkat, med 3 invånare per kvadratkilometer.